# セレスティンホテル
セレスティンホテルは東京都港区芝三丁目にあるホテル。2017年にホテル ザ セレスティン東京芝として再開業した。三井不動産ホテルマネジメントが運営する。

## 沿革
元々は現在のグラントウキョウノースタワー（大丸東京店など）の場所にあった国際観光会館の代替物件として、筆頭株主であった三井不動産がこの物件と交換して東京駅再開発に参画を図った関係で現在地にホテル国際観光の替わりに開設された。ホテルが入居する「セレスティン芝三井ビルディング」は、三井不動産が参画した「芝三丁目東地区再開発計画」を構成する施設のひとつである。ホテル運営会社の「株式会社セレスティンホテル」（旧 国際観光会館）は2015年7月1日に三井不動産ホテルマネジメントと合併し解散した。2017年、2ヶ月間の改修休業を経てホテル ザ セレスティン東京芝としてリブランドオープンした。

## 特徴
2002年7月7日に「21世紀型ホテルライフの提唱、提案」をコンセプトとして開業した。宿泊者専用エレベータシステムで14階 - 17階にある全243室は2.7mの天井高があり、全室高速インターネットアクセスが可能。宿泊者専用のゲストラウンジ及びパティオを併設している。

## 館内料飲施設
- フレンチ・ダイニング「セレスティンダイニング ラ プルーズ東京」
- カフェ&バーラウンジ「セレクロワ」

## 交通アクセス

### 鉄道
- JR山手線・京浜東北線田町駅より徒歩7分
- 都営地下鉄三田線芝公園駅より徒歩1分
- 都営地下鉄浅草線・三田線三田駅より徒歩3分
- 都営地下鉄大江戸線赤羽橋駅より徒歩8分

### バス
- 成田国際空港から東京空港交通のリムジンバスが運行
- 都営バス 反90「三田駅前」バス停より徒歩3分
- 港区コミュニティバス「ちぃばす」田町ルート「芝5丁目」バス停より徒歩2分